# Sobrado na rua das Flores
Sobrado à Rua das Flores é um sobrado, situado no Largo Coronel Siqueira, em São Cristóvão. Foi construído entre o fim do século XVII e o início do século seguinte. O edifício foi feito em alvenaria de tijolos; destaca-se um balcão no piso superior com madeira trabalhada, recoberto por um beiral. A parte de baixo tem uma porta e uma janela para fora; há duas portas, que dão acesso ao balcão, na parte superior.
Foi tombado pelo IPHAN em 1943, no processo 309-T-1942; foi inscrito no Livro do Tombo Histórico com o número 228 e no Livro do Tombo Belas Artes com o número 294-A.